# Clédalisme
Le clédalisme est une pratique sexuelle inventée et pratiquée par le peintre Salvador Dalí.

## Origine
Elle tire son nom de Solange de Cléda, héroïne de son unique roman érotique Visages cachés, mais c'est aussi un jeu de mots intégrant le nom du peintre. Cléda est un mot-valise composé de Clélia, personnage de La chartreuse de Parme, et de Léda[réf. nécessaire].

## Explication
Salvador Dalí en explique lui-même le fonctionnement :
Il s'agit d'abord de convaincre une quinzaine de participants à se livrer aux fantasmes sexuels du maître selon une organisation méticuleusement préparée et consignée par écrit par des « notaires ». Les participants sont choisis pour leur beauté et leur raffinement, voire leur innocence.
Il faut ensuite réunir tout le monde dans un lieu propice et minutieusement préparé pour que chaque séquence soit un théâtre ou un tableau vivant.
D'après Salvador Dalí : « On comprendra encore une fois que tout rapprochement entre le clédalisme et l'orgie collective serait une faute contre l'esprit. La partouze se déroule toujours dans l'anarchie gélatineuse, alors que l'érotisme dalinien obéit à une organisation rigoureuse issue de mon délire, à une orchestration et une hiérarchisation des formes, des mouvements, des couleurs ».
Salvador Dalí organisait ainsi des séances daliniennes à Paris, New York ou Figueras, souvent dans de grands hôtels (comme le San Regis de New York). Il fallait parfois plusieurs années pour mener à bien l'organisation pratique. Dalí raconte lui-même qu'il jouissait à distance de ses hôtes, et surtout de l'organisation même de la fête, plus que de sa réalisation pratique. Son plaisir suprême étant d'annuler brutalement et au dernier moment la party préparée depuis si longtemps.
Le clédalisme est un condensé des divers fantasmes daliniens : Marquis de Sade (voir L'Âge d'or), voyeurisme, frustration, masturbation, impuissance.